# Moen, Troms
Moen är en tätort i Målselvs kommun i Troms fylke i norra Norge. Orten ligger där Europaväg 6 möter fylkesväg 854, på östra sidan av Målselva. Den utgör kommunens centralort.